# Pachydema wagneri
Pachydema wagneri är en skalbaggsart som beskrevs av Wilhelm Ferdinand Erichson 1841. Pachydema wagneri ingår i släktet Pachydema och familjen Melolonthidae. Inga underarter finns listade i Catalogue of Life.